# Traunviertel
Traunviertel este o regiune din sud-estul Austriei Superioare care poartă denumirea râului Traun care traversează regiunea.
Regiunea cuprinde districtele:
- Linz
- Gmunden
- Kirchdorf an der Krems
- Steyr-Land
- Steyr-Stadt